# Nichole Bathe
Nichole Bathe (* 17. März 1995) ist eine ehemalige britisch, US-amerikanische Skilangläuferin.

## Werdegang
Bathe, die für den IL Heming startete, trat im November 2009 in West Yellowstone erstmals bei der US Super Tour an und kam dabei auf den 59. Platz im Sprint und auf den 58. Rang über 10 km Freistil. Im Februar 2013 in Madison und im Januar 2014 in Soldier Hollow erreichte sie mit jeweils den dritten Platz im Sprint ihre ersten Podestplatzierungen bei der US Super Tour. Ihre besten Platzierungen bei den Nordischen Junioren-Skiweltmeisterschaften 2014 im Fleimstal waren der 26. Platz über 5 km klassisch und der 12. Rang mit der Staffel. Bei den U23-Weltmeisterschaften 2017 in Soldier Hollow lief sie auf den 39. Platz über 10 km Freistil, auf den 33. Rang im Skiathlon und auf den 18. Platz im Sprint. Nachdem sie nach der Saison 2016/17 zum britischen Verband wechselte, startete sie im November 2017 erstmals im Weltcup und belegte dabei den 86. Platz über 10 km klassisch und den 75. Rang im Sprint. Bei den U23-Weltmeisterschaften 2018 in Goms kam sie auf den 43. Platz im Skiathlon, auf den 39. Rang im Sprint und auf den 37. Platz über 10 km klassisch. Im März 2018 erreichte er in Drammen mit dem 58. Platz im Sprint seine beste Platzierung im Weltcupeinzel. Im folgenden Jahr errang sie bei den Nordischen Skiweltmeisterschaften in Seefeld in Tirol den 50. Platz über 10 km klassisch und den 16. Platz zusammen mit Annika Taylor im Teamsprint. Im Februar 2020 holte sie im Sprint in Hayward ihren ersten Sieg bei der US Super Tour.

## Siege bei Continental-Cup-Rennen
| Nr. | Datum            | Ort     | Disziplin        | Serie         |
| --- | ---------------- | ------- | ---------------- | ------------- |
| 1.  | 19. Februar 2020 | Hayward | Sprint klassisch | US Super Tour |